# Rally Príncipe de Asturias de 1979
El Rally Príncipe de Asturias de 1979, oficialmente 16.º Rally Príncipe de Asturias, fue la decimosexta edición y la decimoquinta cita de la temporada 1979 del Campeonato de España de Rally. Se celebró del 7 al 9 de septiembre y contó con un itinerario de dieciocho tramos que sumaban un total de 169 km cronometrados.

## Itinerario
| Día   | Tramo | Nombre              | Distancia | Hora  |
| ----- | ----- | ------------------- | --------- | ----- |
| Día 1 | TC1   | Padrún-Rebollada    | 5.00 km   | 18:24 |
| Día 1 | TC2   | La Colladona        | 5.40 km   | 19:13 |
| Día 1 | TC3   | Faya de los Lobos   | 8.90 km   | 19:47 |
| Día 1 | TC4   | Padrún-Rebollada 2  | 5.00 km   | 21:13 |
| Día 1 | TC5   | La Colladona 2      | 5.40 km   | 22:02 |
| Día 1 | TC6   | Faya de los Lobos 2 | 8.90 km   | 22:36 |
| Día 2 | TC7   | Collada de Moandi   | 15.20 km  | 01:30 |
| Día 2 | TC8   | Fito Sur            | 14.00 km  | 02:31 |
| Día 2 | TC9   | La Encrucijada      | 15.00 km  | 03:27 |
| Día 2 | TC10  | Collada de Moandi 2 | 15.20 km  | 04:19 |
| Día 2 | TC11  | Fito Sur 2          | 14.00 km  | 05:20 |
| Día 2 | TC12  | La Encrucijada 2    | 15.00 km  | 06:16 |
| Día 2 | TC13  | Muncó               | 6.00 km   | 09:24 |
| Día 2 | TC14  | La Madera           | 9.50 km   | 09:53 |
| Día 2 | TC15  | Tudela de Veguín    | 5.60 km   | 10:35 |
| Día 2 | TC16  | Muncó 2             | 6.00 km   | 11:26 |
| Día 2 | TC17  | La Madera 2         | 9.50 km   | 11:55 |
| Día 2 | TC18  | Tudela de Veguín 2  | 5.60 km   | 12:40 |

## Clasificación final
| Pos. | Piloto                 | Copiloto          | Automóvil      | Tiempo  | Diferencia |
| ---- | ---------------------- | ----------------- | -------------- | ------- | ---------- |
| 1.   | Aladino Martínez       | Manuel López      | SEAT 124-2000  | 2:06:21 | 0.0        |
| 2.   | Bernardo Cardín        | Raúl Gancedo      | SEAT FL80      | 2:07:07 | +0:46      |
| 3.   | «Pompeyo»              | López             | SEAT 124-2000  | 2:09:02 | +2:41      |
| 4.   | Segismundo Trigo       | Berros            | SEAT 124-2000  | 2:10:16 | +3:55      |
| 5.   | Jesús Lucío García     | José Luis Escotet | SEAT 124-1800  | 2:11:27 | +5:06      |
| 6.   | Piñeiro                | Barbazán          | SEAT 124-1800  | 2:11:32 | +5:11      |
| 7.   | Rafael Peñalva Redondo | Francisco de Onís | SEAT 124-1800  | 2:12:59 | +6:38      |
| 8.   | González               | Castaedo          | SEAT 1430-1800 | 2:16:31 | +10:10     |
| 9.   | Bernardo Hevia         | Samuel Iglesias   | Simca Rallye   | 2:16:35 | +10:14     |
| 10.  | Juan Ordiales          | Fernando Álvarez  | SEAT 124-1800  | 2:18:41 | +12:20     |